# CasMania
CasMania（キャスマニア）は、インターネット上に存在する電子情報媒体。
不定期で発行される電子情報誌である。
またTwitter及びTwitCastingを通してユーザー同士のコミュニティの形成の場となっており、過去にはフォトコンテストと称するイベントを企画・運営した事がある（詳しくは外部リンクを参照されたい）。
有志で作られたものである為、ユーザーから費用を徴収する事はない。
参加条件としてTwitterアカウントが必要である。